# Чутливий вузол спинномозкового нерва

Чутливі вузли новонароджених щурів, культивовані окремо та забарвлені флуорисцентним барвником DAPI, та антитілами проти білків S100 і бета-тубуліну 3

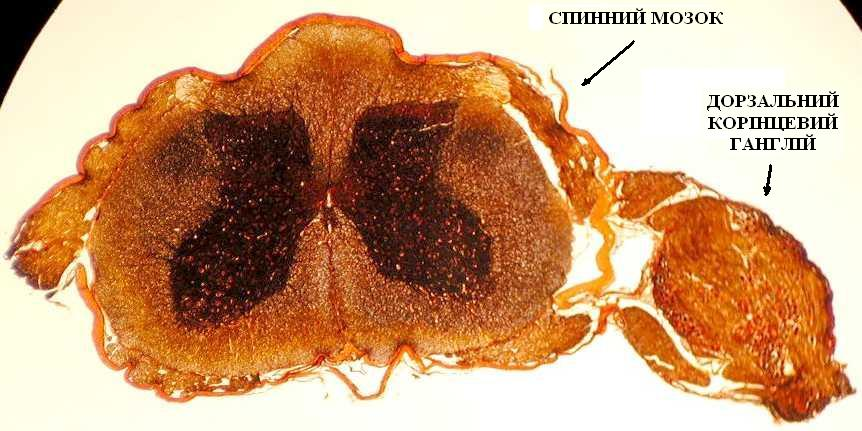
Такий вигляд має ДКГ на гістологічному препараті спинного мозку

Чутливий вузол спинномозкового нерва, або Дорзальний корінцевий ганглій (ДКГ), чи спінальний ганглій — це анатомічна структура в організмі хребетних, яка являє собою скупчення соматосенсорних нейронів, чутливих до болю, холоду, тепла та дотику. Відноситься до периферичної нервової системи.

## Анатомія

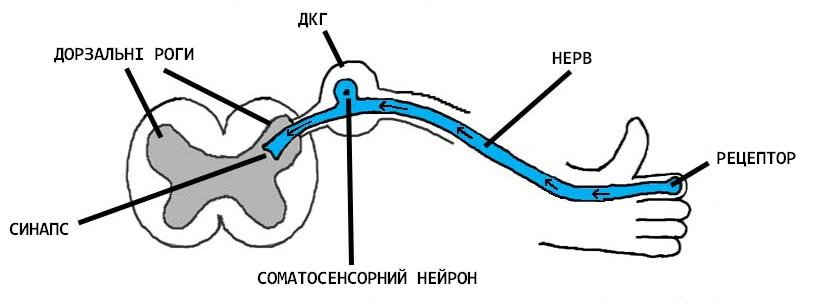
Будова трійчастого нерва

Дорзальні корінцеві ганглії залягають всередині хребта вздовж усього спинного мозку, по два на кожен хребець. Їхня кількість може варіювати в залежності від виду. Аналогічною по відношенню до ДКГ структурою у черепі є тригемінальний вузол трійчастого нерва.
Нейрони ДКГ є первинно-чутливими клітинами: їхні периферійні нервові закінчення залягають у товщі тканин та збуджуються, якщо на них діють певні фізичні або хімічні чинники, специфічні для кожного з типів нейронів ДКГ.

## Типи клітин

### Соматосенсорні нейрони
Нейрони ДКГ мають унікальну псевдоуніполярну морфологію: з тіла нейрона виходить аксон, який згодом роздвоюється та прямує у двох напрямках: до спинного мозку та до органа, який дана клітина іннервує. Таким чином, нейрон ДКГ позбавлений дендритів, а свій аксон використовує як для передачі, так і для прийняття інформації.
Оскільки ДКГ відповідають за цілий ряд сенсорних модальностей, їхні нейрони є вкрай поліморфними як за своєю морфологією, так і за ансамблями експресованих ними молекул-рецепторів. Наприклад, чутливі до холоду нейрони мають у своїй мембрані іонний канал TRPM8, який активується у випадку, якщо температура падає нижче 15° С. Так само клітини, що забезпечують теплову чутливість, використовують для цього TRPV1, який збуджує клітину за температури вище 42° С. Больові рецептори експресують білки ASIC, TRPA1